# Primera División 1977 (Chili)
In 1977 werd het 45ste seizoen gespeeld van de Primera División, de hoogste voetbalklasse van Chili. Unión Española werd kampioen.  

## Eindstand
| Plaats | Club                 | Wed. | W  | G  | V  | Saldo | Ptn. |
| ------ | -------------------- | ---- | -- | -- | -- | ----- | ---- |
| 1      | Unión Española       | 34   | 21 | 9  | 4  | 72:28 | 51   |
| 2      | Everton              | 34   | 20 | 9  | 5  | 64:38 | 49   |
| 3      | Palestino            | 34   | 18 | 11 | 5  | 70:33 | 47   |
| 4      | Colo-Colo            | 34   | 15 | 12 | 7  | 56:43 | 42   |
| 5      | Universidad de Chile | 34   | 13 | 13 | 8  | 50:35 | 39   |
| 6      | Lota Schwager        | 34   | 11 | 14 | 9  | 46:45 | 36   |
| 7      | Deportes Concepción  | 34   | 14 | 7  | 13 | 48:52 | 35   |
| 8      | Deportes Aviación    | 34   | 12 | 10 | 12 | 46:51 | 34   |
| 9      | Audax Italiano (P)   | 34   | 12 | 9  | 13 | 48:53 | 33   |
| 10     | O'Higgins (P)        | 34   | 10 | 11 | 13 | 40:44 | 31   |
| 11     | Huachipato           | 34   | 9  | 12 | 13 | 39:46 | 30   |
| 12     | Green Cross-Temuco   | 34   | 10 | 10 | 14 | 46:62 | 30   |
| 13     | Ñublense (P)         | 34   | 8  | 12 | 14 | 38:45 | 28   |
| 14     | Universidad Católica | 34   | 8  | 12 | 14 | 36:48 | 28   |
| 15     | Santiago Wanderers   | 34   | 9  | 10 | 15 | 50:66 | 28   |
| 16     | Deportes Ovalle      | 34   | 6  | 15 | 13 | 42:52 | 27   |
| 17     | Santiago Morning     | 34   | 9  | 9  | 16 | 37:50 | 27   |
| 18     | Regional Antofagasta | 34   | 5  | 7  | 22 | 29:66 | 17   |

|     | Finale om de titel                   |
|     | Gekwalificeerd voor Pre-Libertadores |
|     | Promotie-eindronde                   |
|     | Degradatie play-off                  |
|     | Degradatie                           |
| (P) | Promovendus                          |

### Degradatie play-off
Ovalle degradeerde. Santiago Morning ging verder naar de promotie-eindronde
|  |                  |       |                 |  |
|  | Santiago Morning | 1 – 0 | Deportes Ovalle |  |
|  |                  |       |                 |  |

### Promotie-eindronde
| Plaats | Club               | Wed. | W | G | V | Saldo | Ptn. |
| ------ | ------------------ | ---- | - | - | - | ----- | ---- |
| 1      | Santiago Morning   | 3    | 2 | 1 | 0 | 7:3   | 5    |
| 2      | Cobreloa           | 3    | 1 | 2 | 0 | 5:2   | 4    |
| 3      | Santiago Wanderers | 3    | 0 | 2 | 1 | 3:6   | 2    |
| 4      | Malleco Unido      | 3    | 0 | 1 | 2 | 2:6   | 1    |

|  | Promotie naar de Primera División |
|  | Degradatie Segunda División       |

## Pre-Libertadores
| Plaats | Club                 | Wed. | W | G | V | Saldo | Ptn. |
| ------ | -------------------- | ---- | - | - | - | ----- | ---- |
| 1      | Palestino            | 3    | 2 | 1 | 0 | 5:3   | 5    |
| 2      | Everton              | 3    | 1 | 1 | 1 | 6:5   | 3    |
| 3      | Colo-Colo            | 3    | 1 | 1 | 1 | 4:4   | 3    |
| 4      | Universidad de Chile | 3    | 0 | 1 | 2 | 4:7   | 1    |

|  | Gekwalificeerd voor Copa Libertadores 1978 |